# Сава II
Свети Сава II (1200/01 - 8 февруари 1271) със светско име Предислав е третият по ред сръбски архиепископ. Оглавявал е сръбската архиепископия в периода 1263 - 1271 година.

## Биография
Свети Сава Втори със светското име Предислав е най-малкият (трети) син Стефан Първовенчани от първия му брак с Евдокия Ангелина. Същевременно той е племенник на Свети Сава. По майчина линия той, както и братята му Радослав и Владислав, са осма степен преки потомци на българския цар Иван Владислав и на самуиловия род на комитопулите. По бащина линия чрез Константин Бодин също е свързан с комитопулите, т.к. прадядо му Завида е от рода на управляващата Зета династия.
Предислав е отгледан от чичо си Растко Неманич, с който живее от ранна детска възраст в Хилендар. Пътува с него до светите земи. Преди избора му през 1263 г. за сръбски архиепископ е Хумски епископ. По време на епископстването му, седалището на хумската митрополия е преместено от Стон край Дубровник в манастира „Свети апостоли Петър и Павел“ в Полимието. Сава II е изявен гонител на богомилите еретици и ревностен крепител на православието.
Неговият лик е изографисан в Печкия патриаршески храм, както и в манастирите Сопочани, Дечани и Градац. Мощите му се съхраняват в храма „Свети апостоли“ в Печ. Канонизиран е от Сръбската православна църква за светец под името Свети Сава II. Православната църква го помѐнава на 8 февруари /стар стил/ или 21 февруари /нов стил/.